# معماری قرن بیستمی فرنک لوید رایت
معماری قرن بیستم فرنک لوید رایت از پایگاه‌های میراث جهانی یونسکو است که از مجموعه ای از هشت ساختمان در سراسر ایالات متحده تشکیل شده‌است که توسط معمار آمریکایی فرانک لوید رایت طراحی شده‌است. این پایگاه‌ها فلسفه وی از معماری ارگانیک را نشان می‌دهند و سازه‌هایی را طراحی می‌کنند که با بشر و محیط آن هماهنگ بوده‌است. آثار رایت تأثیر بین‌المللی در توسعه معماری در قرن بیستم داشت.

## فهرست میراث جهانی
فرنک لوید رایت (۱۹۵۹–۱۸۶۷) در بخش روستایی ویسکانسین بزرگ شد و در دانشگاه ویسکانسین مهندسی عمران تحصیل کرد. وی سپس در مدرسه معماری شیکاگو به ویژه برای لوئیس سالیوان از معماران برجسته کاراموزی کرد. رایت دفتر معماری موفقیت‌آمیز خود در شیکاگو را در سال ۱۸۹۳ افتتاح کرد و یک خانه و استودیوی اثرگذار در اوک پارک، ایلینوی ایجاد کرد. در قرن بیستم، وی به یکی از مشهورترین معماران جهان تبدیل شد.
هشت ساختمانی که نماینده آثار رایت هستند و برای میراث جهانی انتخاب شده‌اند در نیمه اول قرن بیستم طراحی شده‌اند. ساختمان اول شامل معبد وحدت (۰۰۱)، در سال ۱۹۰۸ به اتمام رسید و آخرین مورد، گوگنهایم (۰۰۸) - که طرح آن در دهه ۱۹۴۰ آغاز شد - در سال ۱۹۵۹، یعنی سالی که رایت درگذشت به اتمام رسید.
| تصویر | ID          | نام                                | مکان                    | توضیحات | مختصات                                                                    | مساحت ملک [Buffer Zone]                                             |
| ----- | ----------- | ---------------------------------- | ----------------------- | ------- | ------------------------------------------------------------------------- | ------------------------------------------------------------------- |
|       | 1496rev-۰۰۱ | معبد یونیتی                        | اوک پارک، ایلینوی       |         | ۴۱°۵۳′۱۸″ شمالی ۸۷°۴۷′۴۸″ غربی / ۴۱٫۸۸۸۳۳°شمالی ۸۷٫۷۹۶۶۷°غربی             | ۰٫۱۶۷ هکتار (۰٫۴۱ جریب فرنگی) [۱۰٫۰۶۷ هکتار (۲۴٫۸۸ جریب فرنگی)]     |
|       | 1496rev-۰۰۲ | خانه روبی                          | شیکاگو                  |         | ۴۱°۴۷′۲۳٫۴″ شمالی ۸۷°۳۵′۴۵٫۳″ غربی / ۴۱٫۷۸۹۸۳۳°شمالی ۸۷٫۵۹۵۹۱۷°غربی       | ۰٫۱۳۰ هکتار (۰٫۳۲ جریب فرنگی) [۱٫۳۱۵ هکتار (۳٫۲۵ جریب فرنگی)]       |
|       | 1496rev-۰۰۳ | Taliesin                           | اسپرینگ گرین، ویسکانزین |         | ۴۳°۰۸′۳۰″شمالی ۹۰°۰۴′۱۵″غربی / ۴۳٫۱۴۱۵۳°شمالی ۹۰٫۰۷۰۹۱°غربی               | ۴٫۹۳۱ هکتار (۱۲٫۱۸ جریب فرنگی) [۲۰۰٫۸۹۹ هکتار (۴۹۶٫۴۳ جریب فرنگی)]  |
|       | 1496rev-۰۰۴ | Hollyhock House                    | لس آنجلس                |         | ۳۴°۰۵′۵۹٫۸۵″ شمالی ۱۱۸°۱۷′۴۰٫۶۱″ غربی / ۳۴٫۰۹۹۹۵۸۳°شمالی ۱۱۸٫۲۹۴۶۱۳۹°غربی | ۴٫۶۰۸ هکتار (۱۱٫۳۹ جریب فرنگی) [۱۳٫۹۸۶ هکتار (۳۴٫۵۶ جریب فرنگی)]    |
|       | 1496rev-۰۰۵ | خانه آبشار                         | میل ران، پنسیلوانیا     |         | ۳۹°۵۴′۲۲″ شمالی ۷۹°۲۸′۵″ غربی / ۳۹٫۹۰۶۱۱°شمالی ۷۹٫۴۶۸۰۶°غربی              | ۱۱٫۲۱۲ هکتار (۲۷٫۷۱ جریب فرنگی) [۲۸۲٫۲۹۹ هکتار (۶۹۷٫۵۸ جریب فرنگی)] |
|       | 1496rev-۰۰۶ | Herbert and Katherine Jacobs House | مدیسن، ویسکانسین        |         | ۴۳°۳′۳۱″ شمالی ۸۹°۲۶′۲۹″ غربی / ۴۳٫۰۵۸۶۱°شمالی ۸۹٫۴۴۱۳۹°غربی              | ۰٫۱۳۹ هکتار (۰٫۳۴ جریب فرنگی) [۱٫۲۸۶ هکتار (۳٫۱۸ جریب فرنگی)]       |
|       | 1496rev-۰۰۷ | تلییزن وست                         | اسکاتسدیل، آریزونا      |         | ۳۳°۳۶′۲۲٫۸″ شمالی ۱۱۱°۵۰′۴۵٫۵″ غربی / ۳۳٫۶۰۶۳۳۳°شمالی ۱۱۱٫۸۴۵۹۷۲°غربی     | ۴٫۲۸۵ هکتار (۱۰٫۵۹ جریب فرنگی) [۱۹۸٫۰۸۷ هکتار (۴۸۹٫۴۸ جریب فرنگی)]  |
|       | 1496rev-۰۰۸ | موزه گوگنهایم نیویورک              | نیویورک                 |         | ۴۰°۴۶′۵۹″شمالی ۷۳°۵۷′۳۲″غربی / ۴۰٫۷۸۲۹۷۵°شمالی ۷۳٫۹۵۸۹۹۲°غربی             | ۰٫۲۵۱ هکتار (۰٫۶۲ جریب فرنگی) [۲٫۱۶۴ هکتار (۵٫۳۵ جریب فرنگی)]       |